# Dmitrowsk
Dmitrowsk (russisch Дмитровск, wissenschaftliche Transliteration Dmitrovsk; bis 1782 Dmitrowka, russ. Дмитровка; 1929–2005 Dmitrowsk-Orlowski, russ. Дмитровск-Орловский) ist eine russische Kleinstadt in der Oblast Orjol, Zentralrussland. Sie ist Verwaltungssitz des gleichnamigen Rajons und hat 5648 Einwohner (Stand 14. Oktober 2010).

## Geographische Lage
Die Stadt liegt am Fluss Obschtscheriza, wenige Kilometer nördlich der Mündung in die Nerussa, rund 80 km südwestlich der Gebietshauptstadt Orjol und etwa 400 km südwestlich von Moskau.

## Geschichte
Im Jahre 1711 ließ Fürst Dmitri Konstantinowitsch Kantemir auf dem Land, das ihm von Zar Peter I. geschenkt worden war, eine Siedlung mit seinem Namen errichten, die 1782 Stadtrechte erhielt und 1788 zur Kreisstadt erhoben wurde. Zur besseren Unterscheidung von der nahegelegenen Stadt Dmitrijew-Lgowski und Dmitrow bei Moskau erhielt sie 1929 den Namenszusatz Orlowski. Durch die deutsche Besetzung am 2. Oktober 1941 und die Befreiung durch die Sowjetarmee erst am 12. August 1943 wurde Dmitrowsk weitgehend zerstört.
1929 wurde die Stadt in Dmitrowsk-Orlowski umbenannt, um Verwechslungen mit der Stadt Dmitrow bei Moskau zu vermeiden. 2005 erfolgte jedoch die Rückumbenennung.

### Bevölkerungsentwicklung
| Jahr | Einwohner |
| ---- | --------- |
| 1782 | 2400      |
| 1838 | 5700      |
| 1866 | 7800      |
| 1897 | 5291      |
| 1926 | 5400      |
| 1939 | 5421      |

| Jahr | Einwohner |
| ---- | --------- |
| 1959 | 5589      |
| 1970 | 6308      |
| 1979 | 6780      |
| 1989 | 6974      |
| 2002 | 6492      |
| 2010 | 5648      |

Anmerkung: ab 1897 Volkszählungsdaten (1926 gerundet)

## Wirtschaft
Neben Textil- und Lebensmittelindustrie gibt es in Dmitrowsk ein Asphaltwerk sowie eine Ziegelei.